# Святая Клементина
Св. Клементина — имя нескольких католических святых.
Одна из святых Клементин была последовательницей св. Петра и жила в Риме, в I веке. По другим источникам, св. Клементина жила в III-IV веках, мученица, дева. Её тело было обретено в апреле 1751 года в Риме, в катакомбах святого Кириака, приписанных к храму святого Лаврентия. Мощи святой находятся сегодня в Альби. Ещё одна св. Клементина считается одной из одиннадцати тысяч дев, сопровождавших св. Урсулу. Реликвии этой св. Клементины находились в женском монастыре августинского ордена Gross-Nazareth в Кёльне.
Также мощи одной из св. Клементин находятся в Брно, Кастельгвидоне и Фермо.
Считается покровительницей Кастельгвидоне, а также девушек, которым изменил их возлюбленный.